# Templo de Debode

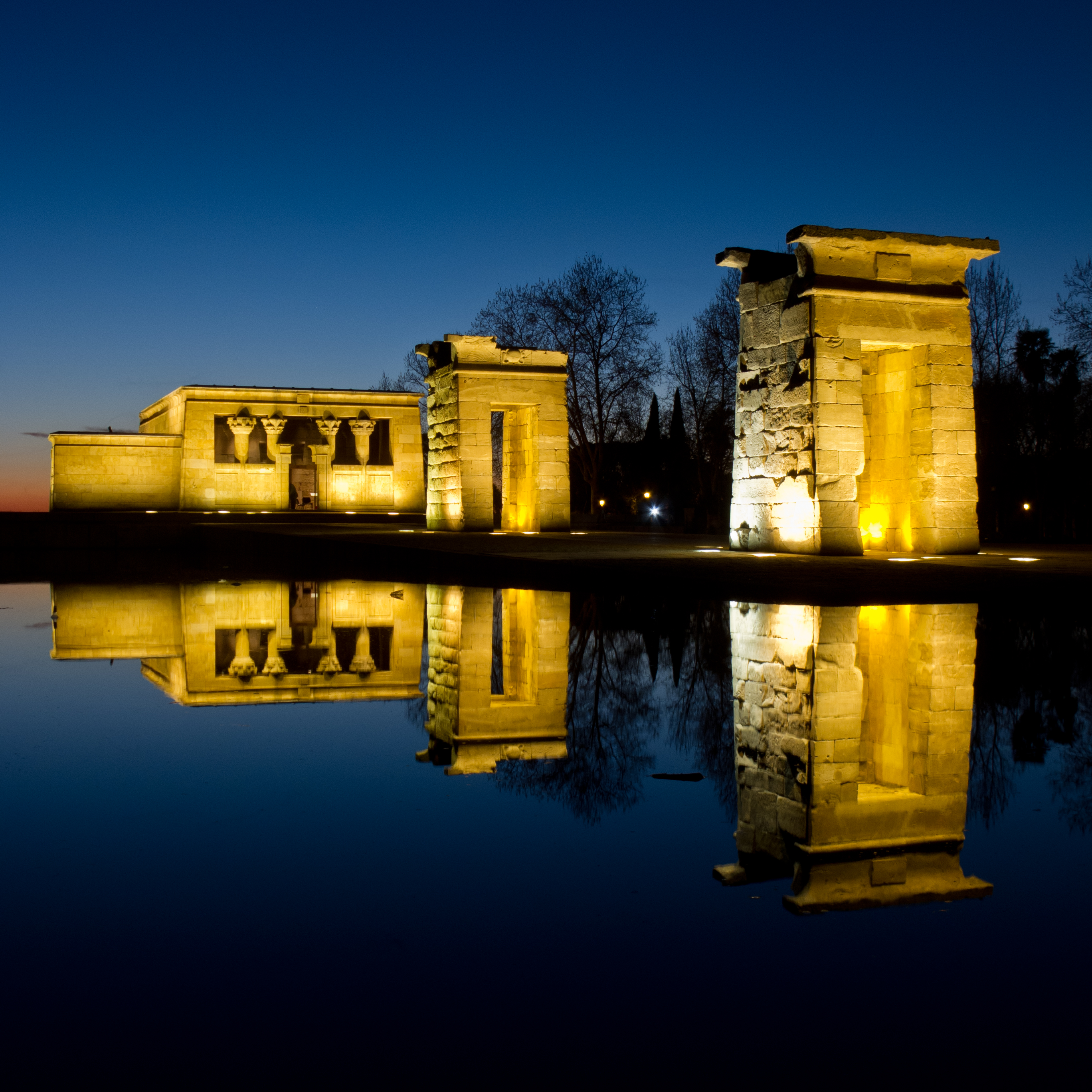
O templo vista na noite. Madrid

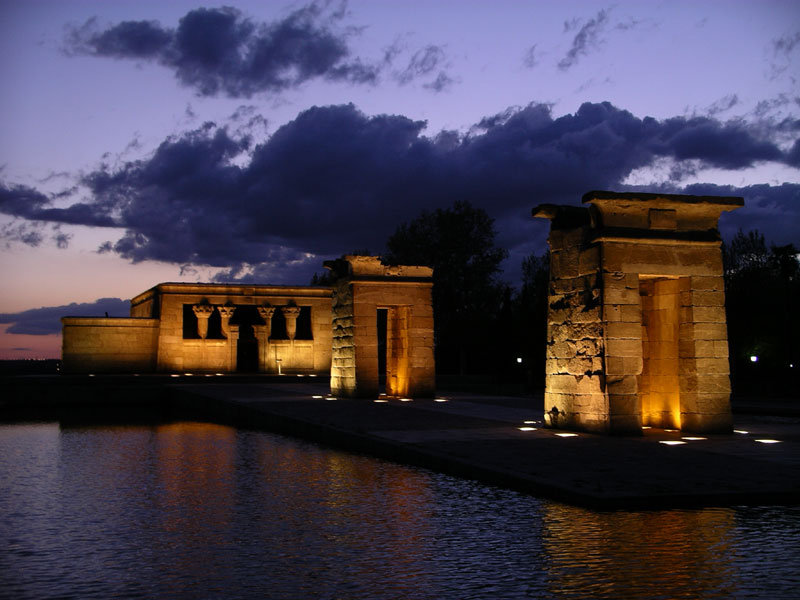
Templo de Debode

O Templo de Debode constitui um dos poucos testemunhos arquitectónicos núbio-egípcios completos que podem ser contemplados fora do Egito e o único destas características existente na Espanha.
Construído no século IV a.C. pelo rei cuxita Adijalamani para reverenciar o deus Amom, até há apenas algumas décadas situava-se 15 km ao sul de Assuão, no Egito, muito próximo da primeira catarata do Nilo e do grande centro religioso da deusa Ísis, em Filas.

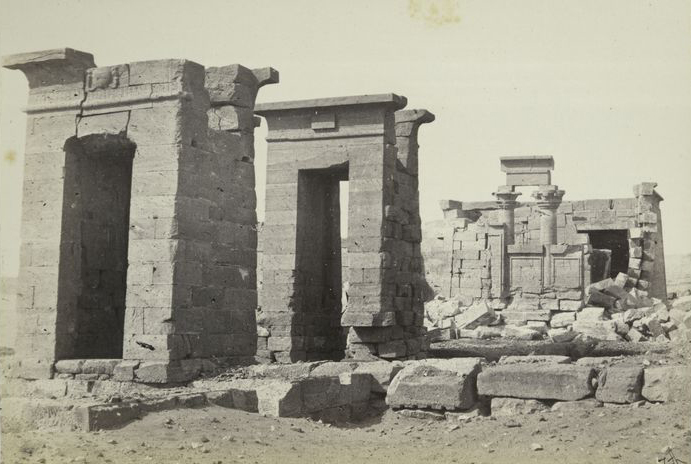
Templo de Debode originalmente

Originalmente as paredes do templo eram decoradas com ilustrações mostrando o rei Adijalamani como um faraó egípcio doando oferendas aos deuses. Essas pinturas perderam muito de seu brilho natural quando o templo ficou submerso no rio de Assuão.
Em 1961, devido à construção da nova represa de Assuão, as suas pedras foram desmontadas e depositadas na ilha Elefantina até o seu posterior traslado ao porto de Alexandria.
Em 1968, o templo foi doado a Espanha pelo Estado egípcio em agradecimento pela ajuda prestada ao salvamento dos templos de Abul-Simbel.
Uma vez transferido a Espanha, pedra por pedra, o templo foi exposto a um complicado trabalho de reconstrução e restauração. Estes trabalhos incluíram a instalação no seu interior de ar condicionado quente para criar uma atmosfera seca que se aproximasse do clima de Núbia. Para representar o rio que teve o templo nas suas proximidades, construiu-se um tanque de pouca profundidade que se estende ao longo dos três portais de acesso ao templo. Os trabalhos de reconstrução do monumento tardaram dois anos. O templo foi inaugurado a 20 de Julho de 1972.